# Storöronfladdermöss
Storöronfladdermöss (Megadermatidae), är fladdermusfamilj som återfinns i centrala Afrika, österut genom södra Asien och till Australien. De är relativt stora fladdermöss, och sträcker sig mellan 6,5–14 cm i huvud-kroppslängd. De har stora ögon, stora öron, och framträdande näsblad.

## Kännetecken
Arterna når en vikt mellan 20 och 200 gram. Arten Macroderma gigas är störst i underfamiljen Microchiroptera. Kännetecknande är de stora öronen som vid basen är sammanlänkade genom hud och som gav familjen sitt svenska namn. Näsbladet har samma funktion som en megafon. Fladdermössen utstöter läten i ultraljud som förstärks av näsbladet för en bättre ekolokalisering. Andra läten med vanlig ljud hjälper att försvara reviret. Den del av flyghuden som sitter mellan de bakre extremiteterna är bra utvecklade, däremot saknar storöronfladdermöss svansen.
Dessa fladdermöss har inga övre framtänder men deras hörntänder är därför stora och utrustade med en extra spets. Tandformeln är I 0/2 C 1/1 P 1-2/2 M 3/3, alltså 26 till 28 tänder.

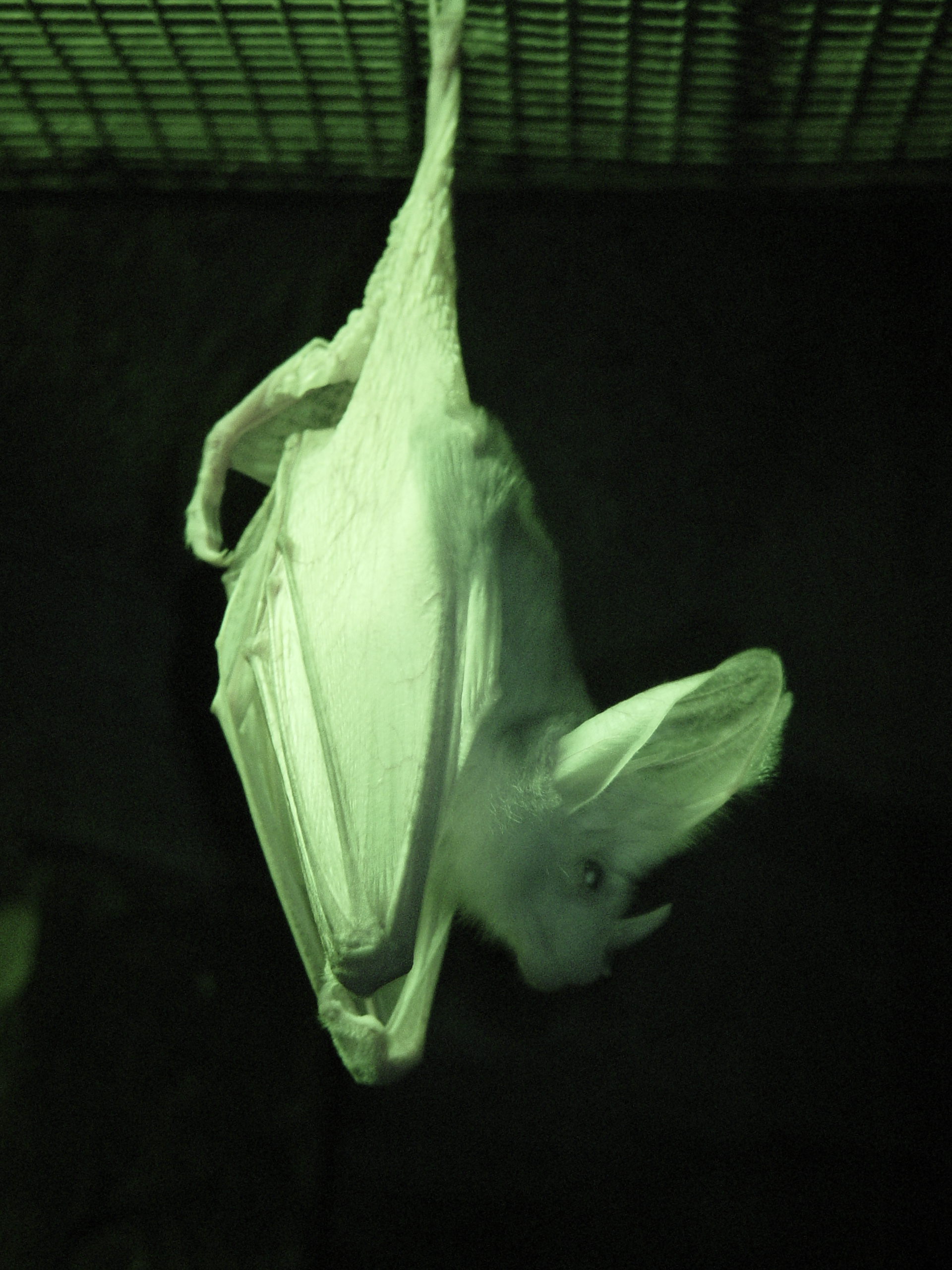
Macroderma gigas
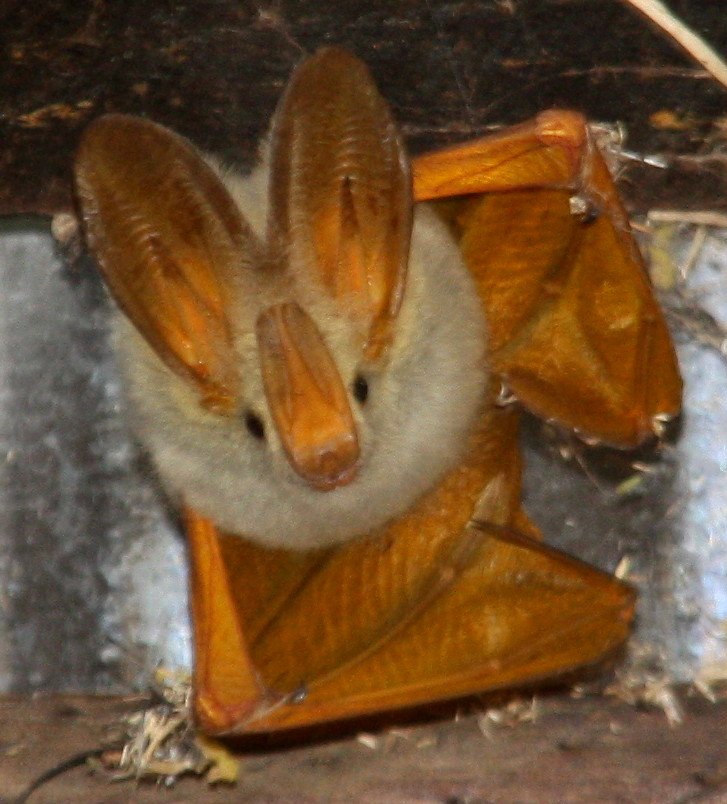
Lavia frons
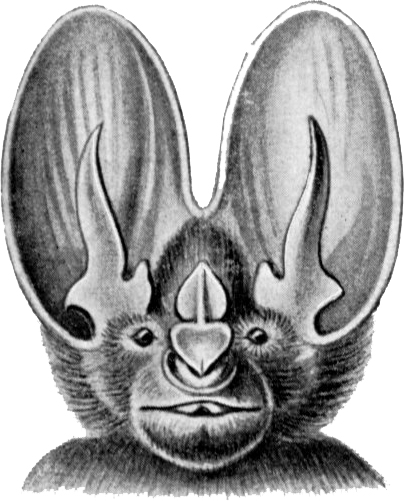
Megaderma spasma trifolium, teckning av Ernst Haeckel

## Levnadssätt, systematik, hot
Med undantag av arten Lavia frons som främst vistas i trädkronan vilar de i grottor, berssprickor, byggnader och trädens håligheter. Ibland sover upp till 100 individer tillsammans. Dessa fladdermöss är köttätare, Lavia frons äter bara insekter och de andra även mindre ryggradsdjur som gnagare, fåglar, ödlor samt till och med små fladdermöss.
Familjen bildas av sex arter fördelade på fem släkten:
- Macroderma gigas förekommer i norra Australien.
- Släktet Megaderma har två arter som lever i södra och sydöstra Asien.
- Lavia frons har en gul kroppsfärg och lever i centrala Afrika.
- Cardioderma cor finns i östra Afrika.
- Eudiscoderma thongareeae, året 2015 upptäckt i södra Thailand.

De tidigaste fossilen finns från senare eocen och tidig oligocen.
IUCN listar nästan alla arter som livskraftiga (least concern), bara Macroderma gigas klassificeras som sårbar (vulnerable).